# Wasyl Archypenko
Wasyl Albertowycz Archypenko (ukr. Василь Альбертович Архипенко, ros. Василий Альбертович Архипенко, ur. 28 stycznia 1957 w Mykołajiwce w obwodzie donieckim) – ukraiński lekkoatleta (płotkarz) startujący w barwach Związku Radzieckiego, wicemistrz olimpijski z 1980.

## Kariera sportowa
Zajął 5. miejsce w biegu na 400 metrów przez płotki na mistrzostwach Europy juniorów w 1975 w Atenach. Odpadł w półfinale biegu na 400 metrów podczas halowych mistrzostw Europy w 1978 w Mediolanie.
Zdobył brązowy medal w biegu na 400 metrów przez płotki na mistrzostwach Europy w 1978 w Pradze za Haraldem Schmidem z RFN i swym kolegą z reprezentacji Dmitrijem Stukałowem. Na uniwersjadzie w 1979 w Meksyku zdobył srebrny medal na tym dystansie, za Harrym Schultingiem z Holandii.
Na igrzyskach olimpijskich w 1980 w Moskwie zdobył srebrny medal w biegu na 400 metrów przez płotki za Volkerem Beckiem z NRD, a przed Garym Oakesem z Wielkiej Brytanii. Zajął 4. miejsce w tej konkurencji na mistrzostwach Europy w 1982 w Atenach.
Archypenko był pięciokrotnym mistrzem ZSRR w biegu na 400 metrów przez płotki w latach 1977-1981. 4 sierpnia 1979 w Turynie ustanowił rekord ZSRR w tej konkurencji czasem 48,34 s.